# Association Sportive Nancy-Lorraine 1977-1978
Questa voce raccoglie le informazioni riguardanti l'Association Sportive Nancy-Lorraine nelle competizioni ufficiali della stagione 1977-1978.

## Maglie e sponsor
Lo sponsor tecnico per la stagione 1977-1978 è Le Coq Sportif per il campionato e Adidas per la Coppa di Francia, mentre gli sponsor ufficiali sono rispettivamente Foto Quelle e Perrier.
| Manica sinistra · Manica sinistra · Maglietta · Maglietta · Manica destra · Manica destra · Pantaloncini · Calzettoni | Manica sinistra · Manica sinistra · Maglietta · Maglietta · Manica destra · Manica destra · Pantaloncini · Calzettoni |  |

## Risultati

### Coppa di Francia
| Trentaduesimi di finale | Pierrots Vauban | 0 – 1 | Nancy |  |

| Sedicesimi di finale - Andata | Stade Briochin | 0 – 2 | Nancy |  |

| Sedicesimi di finale - Ritorno | Nancy | 3 – 0 | Stade Briochin |  |

| Ottavi di finale - Andata | Nancy | 2 – 0 | Martigues |  |

| Ottavi di finale - Ritorno | Martigues | 1 – 1 | Nancy |  |

| Quarti di finale - Andata | Valenciennes | 0 – 0 | Nancy |  |

| Quarti di finale - Ritorno | Nancy | 3 – 0 | Valenciennes |  |

| Semifinale - Andata | Sochaux | 1 – 0 | Nancy |  |

| Semifinale - Ritorno | Nancy | 5 – 0 | Sochaux |  |

| Arbitro: | Verbecke |

|             |           |  |
| Platini 57’ | Marcatori |  |

## Statistiche

### Andamento in campionato
| Giornata  | 1 | 2  | 3 | 4 | 5 | 6 | 7 | 8 | 9  | 10 | 11 | 12 | 13 | 14 | 15 | 16 | 17 | 18 | 19 | 20 | 21 | 22 | 23 | 24 | 25 | 26 | 27 | 28 | 29 | 30 | 31 | 32 | 33 | 34 | 35 | 36 | 37 | 38 |
| --------- | - | -- | - | - | - | - | - | - | -- | -- | -- | -- | -- | -- | -- | -- | -- | -- | -- | -- | -- | -- | -- | -- | -- | -- | -- | -- | -- | -- | -- | -- | -- | -- | -- | -- | -- | -- |
| Luogo     | C | T  | C | T | C | T | C | T | C  | T  | C  | T  | C  | T  | C  | T  | C  | T  | C  | T  | C  | T  | C  | T  | C  | T  | C  | T  | C  | T  | C  | T  | C  | T  | C  | T  | C  | T  |
| Risultato | N | P  | V | N | P | V | P | N | P  | V  | P  | V  | P  | V  | V  | N  | V  | N  | P  | V  | V  | P  | V  | N  | N  | V  | V  | N  | P  | P  | V  | V  | N  | P  | V  | P  | V  | V  |
| Posizione | 5 | 10 | 5 | 5 | 8 | 5 | 9 | 9 | 12 | 10 | 11 | 9  | 9  | 9  | 9  | 9  | 7  | 7  | 9  | 9  | 10 | 10 | 10 | 10 | 10 | 7  | 8  | 6  | 9  | 9  | 9  | 8  | 7  | 8  | 7  | 9  | 6  | 6  |

Fonte:  France » Ligue 1 1977/1978 » Schedule, su worldfootball.net.
Legenda:

Luogo: C = Casa; T = Trasferta. Risultato: V = Vittoria; N = Pareggio; P = Sconfitta.